# Eau de café
Eau de café est un roman de Raphaël Confiant publié le 4 septembre 1991 aux éditions Grasset et ayant reçu le Prix Novembre la même année.

## Éditions
- Eau de café, éditions Grasset, 1991  (ISBN 2246438810)